# 21-й батальон территориальной обороны Херсонской области
21-й батальон территориальной обороны «Сармат» (укр. 21-й батальйон територіальної оборони «Сармат») — отдельный батальон, созданный в Херсонской области и в дальнейшем вошедший в состав 28-й отдельной механизированной бригады Сухопутных войск Украины.

## Предшествующие события
19 марта 2014 года Совет национальной безопасности и обороны Украины принял решение о создании оперативных штабов при областных государственных администрациях пограничных областей Украины. 30 марта 2014 года и. о. президента Украины А. В. Турчинов поручил руководителям областных администраций начать создание батальонов территориальной обороны в каждой области Украины.
30 апреля 2014 года было принято официальное решение возложить функции создания батальонов территориальной обороны в каждой области Украины на областные военные комиссариаты.

## Наименование батальона
Первоначально, батальону планировали присвоить наименование «Херсон», однако в дальнейшем (после того, как в области началось формирование батальона патрульной службы особого назначения МВД «Херсон») было утверждено наименование «Сармат».

## Формирование батальона
Формирование батальона началось 6 мая 2014 года.
По состоянию на 14 мая 2014 в батальон записалось 80 человек, уже имевших опыт службы в армии.
К началу июня 2014 формирование батальона было завершено. Батальон состоит из трёх рот.
Формирование батальона проходило при содействии со стороны областной администрации и муниципалитетов Херсонской области

Кроме того, батальон получал помощь из внебюджетных источников (специально для материально-технического обеспечения батальона 2 августа 2014 года был создан Херсонский областной благотворительный фонд содействия херсонскому батальону территориальной обороны «Сармат»)
В соответствии с указом президента Украины П. А. Порошенко № 44 от 11 февраля 2016 года оказание шефской помощи батальону было поручено Херсонской областной государственной администрации.

## Деятельность
Изначально, в период формирования, местом постоянной дислокации батальона являлся палаточный лагерь на полигоне у села Чернобаевка Херсонской области.
В конце июня 2014 военнослужащие батальона приступили к охране стратегических объектов и границы Херсонской области.
1 июля 2014 на одном из объектов Северо-Крымского магистрального канала у города Таврийск (между территорией Новой Каховки и Каховки) застрелился из табельного пистолета ПМ один военнослужащий батальона.
В ноябре 2014 года местом постоянной дислокации батальона являлась Новая Каховка.
10 ноября 2014 пять военнослужащих батальона забаррикадировались в помещении. Они обвинили командование батальона в разворовывании снаряжения, понижении в звании во время отпуска без объяснения причин, запугивании и жестоком обращении с подчинёнными и потребовали связи с вышестоящим командованием для проведения расследования. После приезда вышестоящего командования и написания объяснений, трое из пяти военнослужащих были посажены на 48 часов в неотапливаемое подвальное помещение без предоставления пищи (в результате, один из них был заболел и был отправлен на лечение в николаевский военный госпиталь).
В первой половине декабря 2014 военнослужащие батальона прошли обучение на полигоне «Широкий лан» в Николаевской области. Вслед за этим, 13 декабря 2014 было объявлено, что батальон будет отправлен в зону боевых действий на востоке Украины.
15 декабря 2014 батальон был отправлен в зону боевых действий.
В начале февраля 2015 батальон был переброшен в район Мариуполя.
30 мая 2015 батальон был выведен из зоны боевых действий на отдых и 31 мая 2015 прибыл в Херсонскую область. В интервью журналистам солдаты батальона сообщили, что в зоне боевых действий батальон потерял несколько военнослужащих ранеными, однако убитых не имелось.
15 января 2016 в селе Мирное погиб один военнослужащий батальона.

## Техника, вооружение и снаряжение
Личный состав батальона обмундирован в армейскую униформу и вооружён стрелковым оружием: пистолетами ПМ (табельное оружие офицеров), автоматами АК-74 и АКС-74У, ручными пулемётами РПК-74.
В распоряжении батальона имеется автотранспорт:
- в конце июля 2014 в распоряжении батальона имелось несколько армейских грузовиков ЗИЛ-131[30]; автотранспорт, мобилизованный из гражданского сектора экономики (несколько грузовиков ГАЗ-66 и ГАЗ-53)[30] и один легковой автомобиль «Жигули» (подаренный в виде спонсорской помощи)[30]
- позднее, в распоряжение батальона поступило дополнительное количество автотранспорта, мобилизованного из гражданского сектора экономики (две санитарные автомашины[21] и автобус[25] КАвЗ-685[45]), а также микроавтобус «Ford Transit» (подаренный в виде спонсорской помощи)[31].

8 октября 2014 облвоенком Херсонской области Сергей Кока сообщил, что батальон на 70 % обеспечен лекарствами и медпрепаратами.
17 февраля 2015 батальону передали передвижную автобаню на базе грузовика IFA, позднее батальону передали автомашину ГАЗ-24-10